# Muffendorf
Muffendorf est un quartier de l'arrondissement de Bad Godesberg à Bonn. Il est principalement une zone résidentielle et possède un centre-ville pittoresque avec des maisons à colombages de Franconie datant du XVIIe siècle.

## Géographie
Muffendorf se situe sur un flanc de colline entre Heiderhof et Pennenfeld, dans la vallée du Rhin. Au nord, il est délimité par Alt-Godesberg et au sud par Lannesdorf.

## Histoire
La découverte de bifaces prouve une population au Paléolithique.
À l'époque de l'empereur romain Marc Aurèle (161 à 180 après J.C.), son légat Gaius Scribonius fait construire un temple dédié à la déesse chasseresse Diane.
Autour de ce point, aujourd'hui, entourée du cimetière encore utilisé et du presbytère privé datant en grande partie du XVIIe siècle, l'église romane Saint-Martin, on découvre en 1911 la consécration du temple (qui y servait d'autel).
La première mention écrite de la colonie franque de Muffendorf date de 888. Le nom pourrait remonter à une colonie celtique encore plus ancienne (Muffo). Le "Siegburger Hof" en face de l'église Saint-Martin d'en face, autrefois associée à l'Abbaye de Michaelsberg est restauré ; un vignoble en dessous de la ferme sera refait.
Jusqu'au 19 juin 913, Muffendorf est l’"église légitime" qui appartient aux chanoines réguliers de la collégiale de Weilburg, fondée en 912 par Conrad de Germanie en mémoire de son père Conrad l'Ancien mort dans la faide de Babenberg, et doté de biens immobiliers propres et royaux. Comme elle est sa possession, Conrad de Germanie y célèbre son couronnement.
Le 19 juin 913, le chancelier royal signe un contrat entre collégiale de Weilburg et le prêtre Guntbald, après que ce dernier ait la possession du monastère des "églises légitimes" de Muffendorf et Breidenbach en échange de "son propre domaine à Breidenbach et à Gladenbach".
Le 20 mai 979, l'empereur Otton II  échange avec Gotzbert, l'abbé d'Hersfeld sa cour royale de "Moffendorf" et d'autres biens contre des chapelles à Allstedt, Osterhausen et Riestedt et des droits de dîme dans les Gau Friesenfeld et Hassegau. Muffendorf est déjà construit comme un "manoir" royal, où l'église carolingienne est probablement développée. Le document indique que Muffendorf est une propriété située dans la "Grafschaft de Siegfried".
En 1254, les chevaliers teutoniques fondent la commanderie de Muffendorf.
Muffendorf appartient à l'électorat de Cologne jusqu'au XVIIIe siècle. À partir de 1816, Muffendorf est une municipalité dans le district administratif de la bourgmestrie de Godesberg dans le district de Bonn. En 1915, la commune est incorporée à la ville de Godesberg.

## Source, notes et références
- (de) Cet article est partiellement ou en totalité issu de l’article de Wikipédia en allemand intitulé « Muffendorf » (voir la liste des auteurs).